# Fußballnationalmannschaft der Republik Kongo (Frauen)
Die Frauen-Fußballnationalmannschaft der Republik Kongo ist das Nationalteam der Republik Kongo und untersteht der Fédération Congolaise de Football.
Die Auswahl konnte sich bisher erst einmal für eine Afrikameisterschaft qualifizieren, überstand dabei aber die Vorrunde nicht. Für die Weltmeisterschaft und die Olympischen Spiele konnte sich die Mannschaft noch nicht qualifizieren. Bisher spielte die Republik Kongo nur gegen afrikanische Mannschaften. Im Dezember 2009 erreichte die Mannschaft mit Platz 79 die beste Platzierung in der FIFA-Weltrangliste, hat aber seit November 2008 keine Spiele mehr bestritten. Sie nahm auch nicht an der Qualifikation für die letzte Afrikameisterschaft und die Olympischen Spiele teil.

## Turnierbilanz

### Weltmeisterschaft
| - 1991: nicht teilgenommen (1. Spiel erst 2004) - 1995: nicht teilgenommen (1. Spiel erst 2004) - 1999: nicht teilgenommen (1. Spiel erst 2004) - 2003: nicht teilgenommen (1. Spiel erst 2004) - 2007: in der Qualifikation zurückgezogen - 2011: nicht teilgenommen | - 2015: nicht teilgenommen - 2019: nicht qualifiziert - 2023: nicht qualifiziert - 2027: vor der Qualifikation zurückgezogen |

### Afrikameisterschaft
| - 1991: nicht teilgenommen (1. Spiel erst 2004) - 1995: nicht teilgenommen (1. Spiel erst 2004) - 1998: nicht teilgenommen (1. Spiel erst 2004) - 2000: nicht teilgenommen (1. Spiel erst 2004) - 2002: nicht teilgenommen (1. Spiel erst 2004) - 2004: nicht qualifiziert - 2006: in der Qualifikation zurückgezogen - 2008: Vorrunde | - 2010: nicht teilgenommen - 2012: nicht teilgenommen - 2014: nicht teilgenommen - 2016: nicht teilgenommen - 2018: nicht qualifiziert - 2022: nicht qualifiziert - 2025: nicht qualifiziert - 2026: in der Qualifikation zurückgezogen |

### Olympische Spiele
| - 1996: nicht teilgenommen (1. Spiel erst 2004) - 2000: nicht teilgenommen (1. Spiel erst 2004) - 2004: nicht teilgenommen (1. Spiel erst nach der Qualifikation) - 2008: nicht qualifiziert - 2012: nicht teilgenommen | - 2016: nicht qualifiziert - 2020: nicht qualifiziert - 2024: in der Qualifikation zurückgezogen |

### Afrikaspiele
- 2003: nicht teilgenommen
- 2007: nicht teilgenommen
- 2011: nicht teilgenommen
- 2015: Vorrunde (Gastgeber)